# Emely Torazza
Emely Torazza (2 novembre 2004) è una saltatrice con gli sci svizzera.

## Biografia
Originaria di Schwanden e attiva dal febbraio del 2019, la Torazza ha esordito in Coppa del Mondo il 5 novembre 2023 a Wisła (40ª) e ai  Campionati mondiali a Planica 2023, dove si è classificata 36ª nel trampolino lungo e 7ª nella gara a squadre mista; non ha preso parte a rassegne olimpiche.

## Palmarès

### Coppa del Mondo
- Miglior piazzamento in classifica generale: 60ª nel 2023